# Maurice Péquignot

Maurice Péquignot (1971)

Maurice Péquignot (* 12. Juni 1918 in Les Pommerats; † 4. März 2013 in Biel; heimatberechtigt in Les Pommerats) war ein Schweizer Politiker (FDP).

## Leben

### Familie und Beruf
Maurice Péquignot, Sohn des Uhrmachers Alfred Alcide Péquignot sowie dessen Ehefrau Georgine Marie Cécile geborene Voisard, absolvierte nach dem Schulbesuch in Saignelégier das Lehrerseminar in Pruntrut. In der Folge bekleidete er Primarlehrerstellen ab 1938 in Epiquerez, ab 1945 in Les Emibois in der Gemeinde Muriaux sowie ab 1947 in Saignelégier. 1969 wurde er zum Schulinspektor bestellt, eine Position, die er bis zu seiner feierlichen Verabschiedung in den Ruhestand im Jahre 1983 innehielt.
Maurice Péquignot heiratete im Jahre 1952 Simone Thérèse Julia, die Tochter des Marcel Pierre Montavon. Er starb im März 2013 in seinem 95. Lebensjahr in Biel.

### Politischer Werdegang
Als Mitglied der Freisinnig-Demokratischen Partei wurde Maurice Péquignot 1955 zum Gemeindepräsidenten von Saignelégier gewählt, ein Amt, das er bis 1972 innehatte. In den Jahren 1954 bis 1968 vertrat er den Amtsbezirk Freiberge im bernischen Grossen Rat, dem er zusätzlich in seinem letzten Amtsjahr als Präsident vorstand. 1968 wählte ihn das Volk in den Ständerat, dort präsidierte er die Militärkommission, 1979 schied er aus.
Der in die Mouvement pour l’unité du Jura, „troisième force“, eingetretene Maurice Péquignot engagierte sich für eine Lösung der Jurafrage unter Wahrung der kantonalen Einheit. In den Jahren 1966 bis 1976 nahm er ein Verwaltungsratsmandat in der Chemins de fer du Jura (CJ) wahr, davon ab 1973 in der Präsidentenposition.